# Mladoturska revolucija
Mladoturska revolucija iz 1908. je bila revolucija koju je izvela turska vojska kojom je poništena odluka ukidanja parlamenta koju je donio sultan Abdul Hamid II., čime je počela Druga ustavna era. Revolucija je bila značajan događaj tijekom procesa raspada Osmanskog carstva. 
Krajem 19. i početkom 20. stoljeća, Turska je bila u velikoj krizi. Govorilo se da je „bolesnik s Bospora“ (ovaj izraz je prvi koristio ruski car Nikola I.) Osim na Balkanu, imala je problema s pokorenim narodima i u drugim dijelovima carstva. Nezadovoljstvo stanjem u državi i vladavinom sultana Abdula Hamida II. je dovelo do revolucije 1908. godine. Grupa prozapadnih časnika je preuzela vlast, donijela ustav i proglasila načelo „Otomansko carstvo Otomanima“. Revolucija je okupila šarolik savez reformskih pluralista, turskih nacionalista, zapadno orijentiranih sekularista i svakoga tko je optuživao sultana za kaos u carstvu. Revolucijom je vraćena skupština, koju je suspendirao sultan 1878. Međutim, proces zamjene monarhijskih institucija ustavnim institucijama i izbornim sustavom nije bio ni jednostavan niti je promjena režima protekla bez krvoprolića. Sljedeće godine je došlo do promjene na prijestolju izborom Mehmeda V. za sultana. Mladoturci su proglasili ravnopravnost svih vjera, ali je to bilo samo formalno. Pravi cilj im je bio nametanje turskog jezika i jedan nacionalni osjećaj svim narodima u državi. Time su protiv sebe okrenuli sve kršćanske narode i ne-turske muslimane, kao i predstavnike bivše vlasti. Periferni krajevi carstva se nastavljaju otcepljivati pod pritiskom lokalnih revolucija.
Mladotursku revoluciju Austro-Ugarska je iskoristila za aneksiju Bosne i Hercegovine, dok je Bugarska proglasila neovisnost.